# Jean-François Court
Jean-François Court (* 1. září 1957 Paříž, Francie) je bývalý francouzský zápasník, reprezentant v zápase řecko-římském. Dvakrát startoval na olympijských hrách. V roce 1984 v Los Angeles obsadil v kategorii do 90 kg 5. místo a v roce 1988 v Soulu vypadl ve stejné kategorii ve třetím kole.